# Statue équestre de Douglas Haig (Montreuil-sur-Mer)
La monument au maréchal Douglas Haig (Montreuil-sur-Mer) est une statue équestre située à Montreuil-sur-Mer, dans le département du Pas-de-Calais (région Hauts-de-France). Elle est inscrite au titre des monuments historiques depuis 2012.

## Localisation
La statue équestre de Douglas Haig est sise place du Théâtre, face à la place du général de Gaulle.
Le plâtre original, après avoir été présenté au musée des 3 guerres de Diors, est aujourd'hui conservé dans les collections départementales de la Meuse. 

## Historique
La statue équestre en bronze est réalisée par Paul Landowski, en hommage au maréchal Douglas Haig dont le grand quartier général britannique, placé sous son commandement, était localisé à Montreuil-sur-Mer. Cette sculpture est créée dans la grande tradition classique : cheval immobilisé, le cavalier adopte une pose hiératique, vêtu de son sobre uniforme de Field marshal. L'inauguration a lieu le 28 juin 1931, neuf ans après, elle est déboulonnée et fondue par les allemands au cours de la Seconde Guerre mondiale. Elle est refondue à partir du moule d'origine et disposée devant le théâtre le 25 juin 1950. Elle bénéficie d'aménagements vers 1993 : plan d'eau, encadrement de tilleuls et massifs bas.
Elle fait l’objet d’une inscription au titre des monuments historiques depuis le 14 décembre 2012,,   et d'un restauration complète (socle et bronze) en avril 2022 restituant les éléments disparus (mors, brides, sabre).

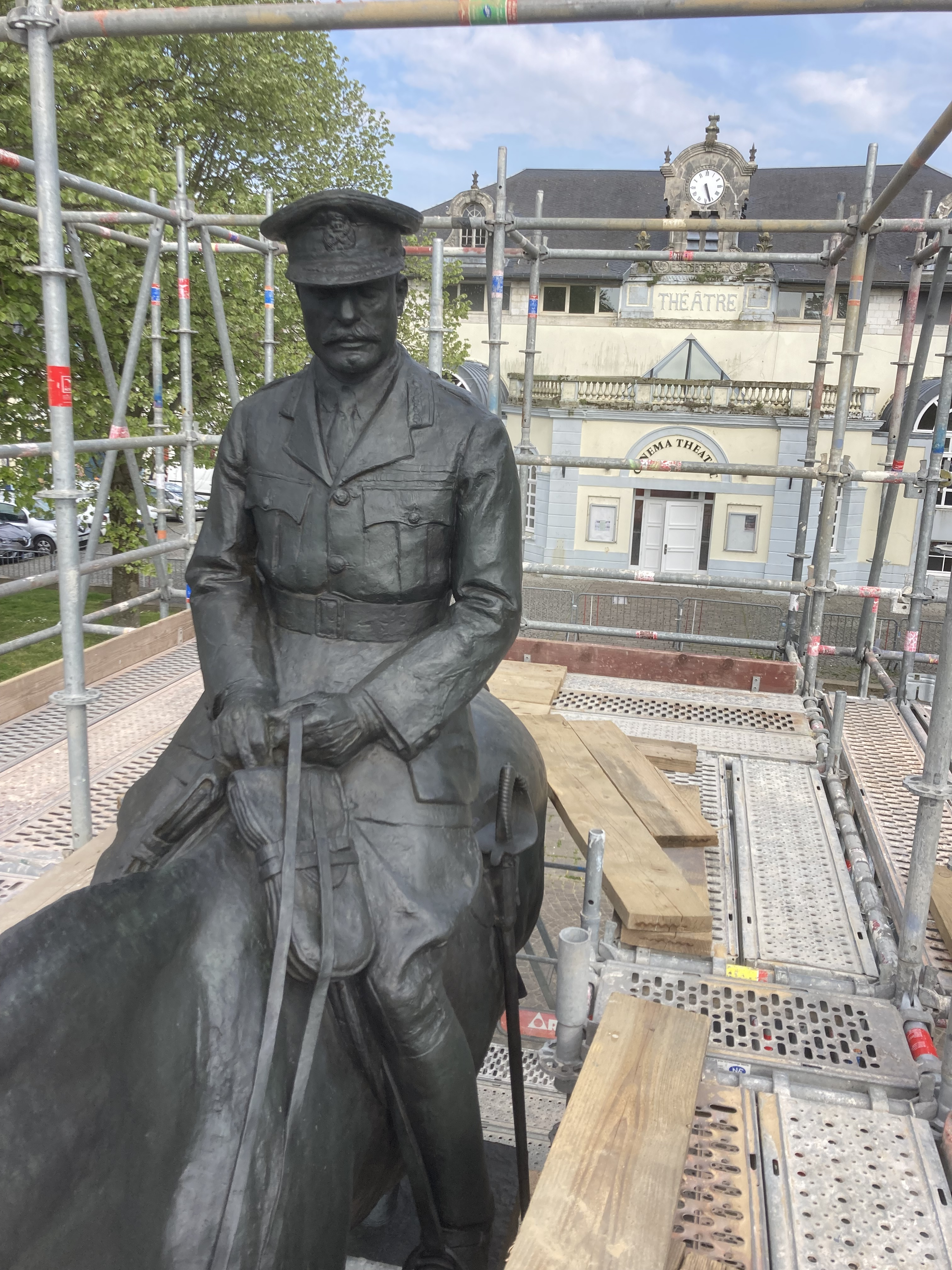
Statue de Douglas Haig en cours de restauration en 2022.
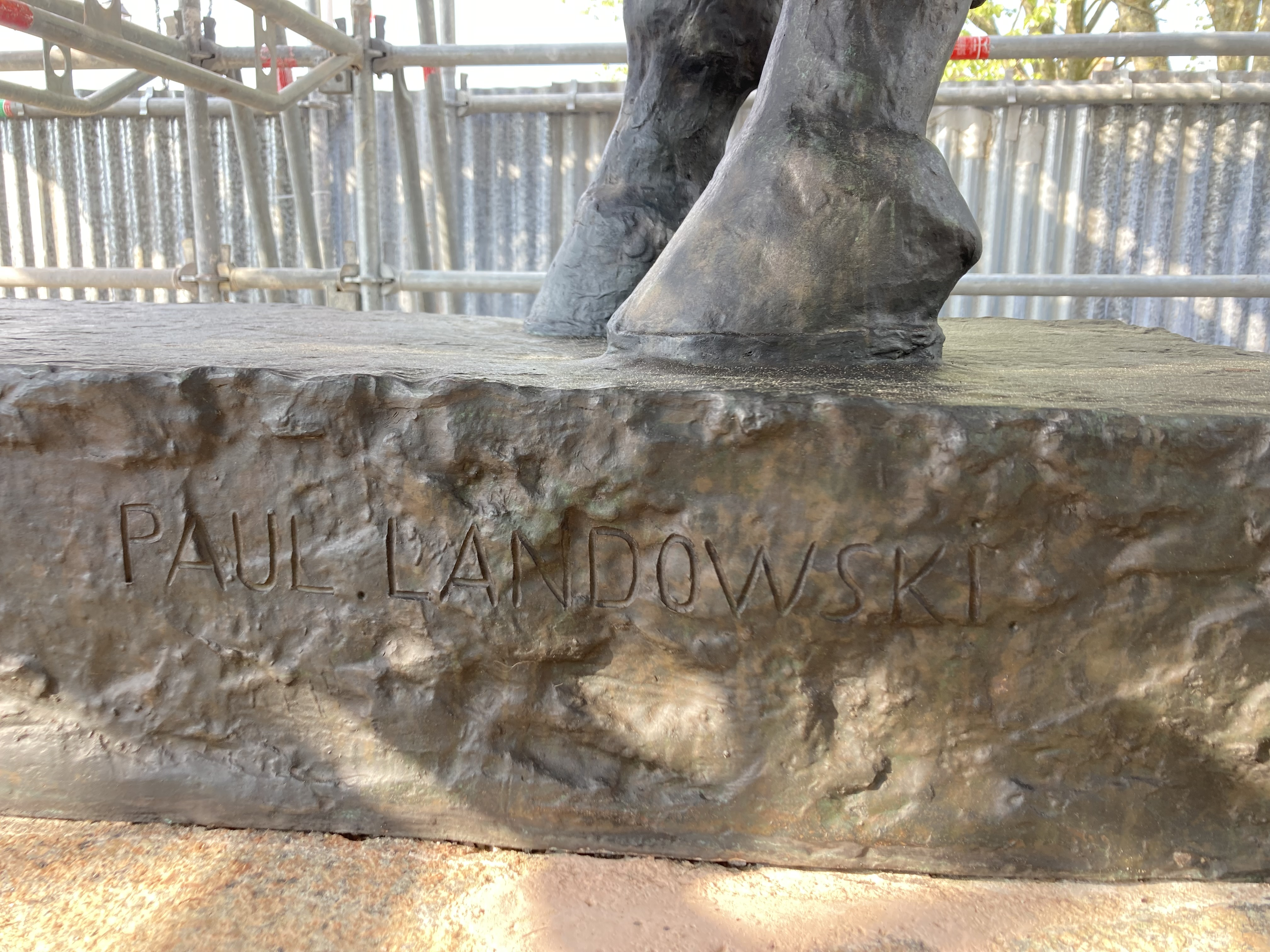
Signature de Paul Landowski sur le socle de la statue.
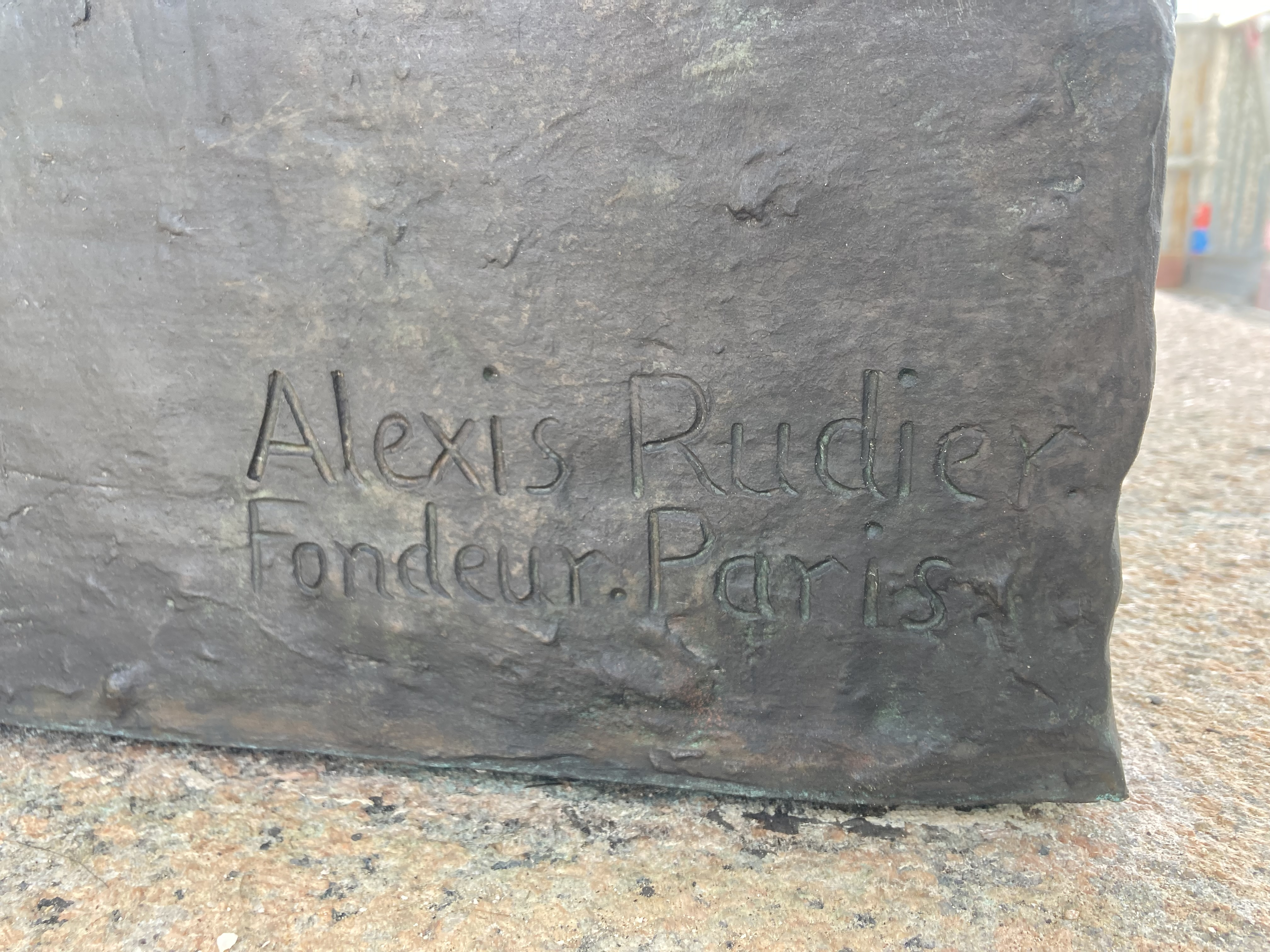
Signature de la maison Rudier Fondeur sur le socle de la statue.

## Pour approfondir